# موحيا
عبد الله موحيا، المعروف باسم موحيا (بالتيفيناغ : ⵎⵓⵃⵉⴰ) ولد في 1 نوفمبر 1950، في عين الحمام  بالجزائر وتوفي يوم 7 ديسمبر 2004 في باريس، هو كاتب وشاعر من منطقة القبائل الجزائرية غزير الإنتاج، لكنه يبقى غير معروف لدى الجماهير الوطنية والدولية.
سجل إنتاجاته (حوالي خمسة عشر شريطًا صوتيًا معروضًا للبيع في منطقة القبايل). مؤسس فرقة مسرحية للتعبير القبائلي، كما كرس عدة سنوات من حياته لترجمة القصائد وتكييفها، وكتابة الأغاني لفنانين مثل فرحات مهني، وإدير، وفرقة إيدفلاون، وفرقة جرجرة وخاصة تكييف الأعمال المسرحية العالمية وترجمتها للقبائلية. وعبر أعماله كان موحيا مناضلا في مجال مطالب الهوية البربرية وحقوق الإنسان.

## سيرة شخصية
تنحدر عائلته في الأصل من أيت ربح (بلدية إيبودرارين)، لكن والده، الذي كان يعمل خياطًا، استقر قبل بضع سنوات في إيجوجن (عزازقة). أمضى موحيا جزءًا من طفولته في هذه المنطقة قبل انتقال عائلته إلى تيزي وزو . درس في ثانوية عميروش في تيزي وزو أين تحصل على البكالوريا عام 1968. ليلتحق بعد ذلك بجامعة الجزائر أين تابع دراساته العليا في الرياضيات ومنها تحصل على شهادة الليسونس عام 1972. بعد ذلك تم قبوله في مدرسة المهندسين الهيدروليكيين في فرنسا.
في عام 1973، غادر إلى فرنسا لمواصلة دراسته في ستراسبورغ، لكنه في نفس العام انتقل إلى باريس للانضمام إلى مجموعة الدراسات الأمازيغية التي تم إنشاؤها في جامعة باريس الثامنة (فينسين). أين شارك في تنشيط المجلات التي تنشرها هذه المجموعة: Bulletin d'études amazighs (BEA) ثم Tisuraf.
أنشأ وقاد فرقة مسرحية "Asalu" منذ عام 1983. كما قام أيضا بإنشاء ورشة عمل الترجمة والتكييف. ويعتبر موحيا مؤسس مسرح التعبير الأمازيغي، وشخصية رئيسية في هذا المسرح,.
كما أنه قام بتدريس اللغة الأمازيغية في الجمعية الثقافية الأمازيغية. إضافة لهذا كان ينشر القصائد والقصص القصيرة بالإضافة إلى العديد من التعديلات على مسرحيات (أكثر من عشرين مسرحية) والقصص القصيرة والقصائد. كما كتب الكلمات لعديد المغنيين بالقبائلية.
في ديسمبر 2004، توفي في باريس من مرض السرطان. ودفن في قرية آيت أوربة التابعة لبلدية بدرار.

## فهرس
يتماشى عمل موحيا بشكل خاص مع ثلاثة محاور مختلفة:
- القصائد والقصص القصيرة والنصوص الأدبية المختلفة الأخرى، إبداعات المؤلف الخاصة؛
- العمل الأدبي الشعبي الذي جمعه و / أو أكمله المؤلف؛
- الترجمة القبايلية والتكييفات للتراث الأدبي الغربي.

### أعمال ترجمها وقام نتعديلها موحيا
- Am win yettrajun Rebbi، في انتظار جودو لصاحبها صموئيل بيكيت
- Aneggaru a d-yerr tawwurt ، قرار بيرتولت بريخت
- Llem-ik، Ddu d udar-ik، The Exception and the Rule بقلم برتولت بريخت
- تاشبايليت، الجرة التي كتبها لويجي بيرانديلو
- سي لحلو، الطبيب على الرغم من نفسه لكاتبه موليير
- Si Pertuf ، Tartuffe لكاتبه Molière
- موحند أوشعبان ، القائم من الموت لو شون
- Si Nistri ، La Farce de Maître Pathelin ، مؤلف مجهول
- موح ن موح، بور مارتن لجورج براسينز
- سين ني، المهاجرون لساومير مروشك
- تاجاجورت، الخيط بقلم غي موباسان
- موح تري، القصة الحقيقية لـ Ah Q بواسطة Lu Xun
- Muhend U Caâban (Yiwwas Muhend U Caâban yecca taxsayt. . . ) ( ممنون أو الحكمة البشرية لفولتير)

### أشعار وقصص قصيرة
- أغروم سلموس، الصيدلي بقلم فيليكس لوكليرك
- موح ن موح، بور مارتن لجورج براسينز
- Sselṭan n Mejbada ، سلطان Salamandragora لجاك بريفيرت